# Trébeurdenite
La trébeurdenite (simbolo IMA: Tré) è un minerale del supergruppo dell'idrotalcite e del gruppo della fougèrite appartenente alla famiglia degli "ossidi e idrossidi" con composizione chimica Fe2+2Fe3+4O2(OH)10(CO3) • 3(H2O).

## Etimologia e storia
Il minerale prende il nome dalla sua località tipo, il villaggio francese di Trébeurden (nell'arrondissement di Lannion, in Bretagna), vicino alle paludi dove è stato trovato il campione tipo. Inizialmente è stata descritta come fougèrite, poiché è stata trovata in un'intercrescita a due fasi con diversi rapporti Fe2+:Fe3+. La fase con un rapporto Fe2+:Fe3+ = 2:1 è chiamata fougèrite, mentre la fase con un rapporto Fe2+:Fe3+ = 1:2 prende il nome di trébeurdenite.

## Classificazione
Nella nona edizione della sistematica dei minerali secondo Strunz, aggiornata fino al 2009, la trébeurdenite non è elencata poiché approvata dall'Associazione Mineralogica Internazionale (IMA) nel 2012. Tale edizione è proseguita sul database "mindat.org", chiamato anche Classificazione Strunz-mindat dove la trébeurdenite è elencata nella classe degli "ossidi (idrossidi, V[5,6] vanadati, arseniti, antimoniti, bismutiti, solfiti, seleniti, telluriti, iodati)" e da lì nella sottoclasse degli "idrossidi (senza V od U)"; questa è ulteriormente suddivisa in base alla composizione del minerale, in modo che la trébeurdenite possa essere trovata nella sezione "idrossidi con H2O ± (OH); strati di ottaedri che condividono uno spigolo" dove forma il sistema generico nº 4.FL. insieme alla mariakrite.
Nella Sistematica dei lapis (Lapis-Systematik) di Stefan Weiß, la trébeurdenite è elencata nella classe dei "nitrati, carbonati e borati" e da lì nella sottoclasse "carbonati idrati, con anioni estranei" dove insieme a idrotalcite, stichtite, piroaurite, desautelsite, takovite, reevesite, comblainite, fougèrite, sergeevite, karchevskyite e putnisite forma il "gruppo dell'idrotalcite" con il sistema nº V/E.03.

## Abito cristallino
La trébeurdenite cristallizza nel sistema trigonale nel gruppo spaziale R3m (gruppo nº 166) con i parametri di reticolo a = 3,173 Å e c = 22,695 Å, oltre che 3 unità di formula per cella unitaria.

## Origine e giacitura
La trébeurdenite è un minerale piuttosto raro ed è stato rinvenuto solo in poche località, tutte in Francia: negli arrondissement di Dinan e di Lannion e nel dipartimento di Ille-et-Vilaine in Bretagna, oltre all'arrondissement di Avranches in Normandia.